# Бортигали
Бортигали (итал. Bortigali) је насеље у Италији у округу Нуоро, региону Сардинија.
Према процени из 2011. у насељу је живело 1331 становника. Насеље се налази на надморској висини од 501 м.

## Становништво
| 1931. | 1936. | 1951. | 1961. | 1971. | 1981. | 1991. | 2001. | 2011. |
| ----- | ----- | ----- | ----- | ----- | ----- | ----- | ----- | ----- |
| 2.749 | 2.782 | 2.795 | 2.491 | 1.904 | 1.780 | 1.723 | 1.543 | 1.417 |